# Теракт в порту Яффо (2016)
8 марта 2016 г. 21-летний палестинский араб из Калькилии убил американского туриста Тейлора Аллена Форса и ранил ещё десять человек, напав на них с ножом в порту Яффы, муниципалитет Тель-Авив-Яффа, Израиль. Нападавший был застрелен полицией после погони по набережной.

## Нападение
Нападение произошло в Яффе во время встречи вице-президента США Джо Байдена с бывшим президентом Израиля Шимоном Пересом в Тель-Авиве (менее чем в 2 км от места теракта). Террорист сначала напал на людей в гавани, а затем направился к ресторану, где ранил ещё четверых. Нападение длилось несколько минут и закончилось тем, что нападавший был застрелен прибывшей на место полицией.

## Жертвы
В ходе теракта был смертельно ранен Тейлор Форс, 28-летний гражданин США. В детстве он был бойскаутом, дойдя до высшего ранга «скаута-орла», затем окончил в 2009 г. Военный институт Нью-Мексико и Вест-Пойнт, после чего служил офицером в армии США. Форс принял участие в операциях «Новая заря» в Ираке и «Несокрушимая свобода» в Афганистане; отслужив 5 лет, он уволился из армии в 2014 г. Во время нападения Форс, студент MBA, путешествовал вместе с другими студентами Высшей школы менеджмента Оуэна Вандербильтского университета, изучавшими глобальное предпринимательство.
Помимо Форса, были ранены ещё 11 человек, в том числе его жена, прохожая беременная женщина, израильский араб и палестинец, незаконно проживавший в Израиле.

## Террорист
Нападавшим оказался 21-летний Башар Масалха, родом из города Калькилия, расположенного в Палестинской автономии. Он проживал в Израиле нелегально. После теракта семья убийцы получила ежемесячную пенсию от Фонда мучеников ПА, в несколько раз превышающую среднемесячную заработную плату в этом регионе.

## Последствия
После этого и двух других нападений премьер-министр Израиля Биньямин Нетаньяху провел консультации по вопросам безопасности с министром обороны Израиля Моше Яалоном, министром внутренней безопасности Гиладом Эрданом, начальником полиции Рони Альшейхом, а также представителями ЦАХАЛ и Шабак. В канцелярии премьер-министра заявили, что было немедленно решено закрыть бреши в разделительном барьере в районе Иерусалима и завершить строительство барьера в районе Таркумии на юге Хевронского нагорья. Было также решено закрыть за подстрекательство палестинские СМИ, выделенные специалистами министерства обороны. Кроме того, было решено отозвать разрешения на работу у членов семей нападавших.
Израильская полиция начала операцию по задержанию палестинских нелегалов, сосредоточив свое внимание на стройках и крупных торговых центрах, которые обычно являются магнитом для нелегальных рабочих, предлагающих свои услуги за наличные. Было задержано более 250 нелегалов. Полицейские обнаружили небольшой посёлок с палатками для сна, душевыми, туалетом и кухней, который арабские нелегалы построили у вади Бесор на юге Израиля, недалеко от сектора Газа. Полиция сообщила, что к 10 марта 2016 г. были арестованы 15 израильских работодателей и 12 водителей. По данным комитета Кнессета по внутренним делам и окружающей среде от 14 марта, под руководством Давида Амсалема («Ликуд»), из 73 нападений палестинских террористов, произошедших с сентября 2015 г. в пределах «зелёной линии», 27 были совершены палестинскими арабами-нелегалами.

## Реакции

### Правительство Израиля
Премьер-министр Израиля Биньямин Нетаньяху осудил теракт и заявил: «От имени народа Израиля я выражаю соболезнования семье и друзьям Тейлора. Пусть его память будет благословением».

### Палестинские организации
ФАТХ, партия палестинского лидера Махмуда Аббаса, опубликовала заявление, восхваляющее нападавшего как героя и «шахида», и предполагающее, что такие нападения будут продолжаться «до тех пор, пока Израиль не верит в решение о создании двух государств и прекращении своей оккупации».
ХАМАС заявил: «Мы аплодируем смелым нападениям в Тель-Авиве, Иерусалиме и Яффо. Это доказательство провала всех заговоров, призванных искоренить интифаду, которая будет продолжаться до тех пор, пока её цели не будут достигнуты».
Палестинский исламский джихад присоединился к ХАМАС, приветствуя нападения, и заявил, что их продолжение посылает четкий сигнал сомневающимся, доказывая, что «интифада» продолжается и становится все более интенсивной.

### Правительство США
Вице-президент США Джо Байден раскритиковал палестинских лидеров за то, что они не осудили теракт, совершённый в контексте серии ножевых терактов против израильтян. «Это насилие, которое мы наблюдали вчера, неспособность осудить его, риторика, которая подстрекает к этому насилию, возмездие, которое оно порождает, должны быть прекращены», — сказал Байден.

## Акт Тейлора Форса
В 2016 г. в США сенаторы-республиканцы Линдси Грэм (от Южной Каролины), Дэн Коутс (от Индианы) и Рой Блант (от штата Миссури) выдвинули законопроект, предложивший прекратить американскую экономическую помощь Палестинской автономии до тех пор, пока ПА не изменит свои законы и не прекратит выплату зарплат и пособий, направляемых через так называемый Фонд шахидов террористам и их семьям. 23 марта 2018 г. президентом США Дональдом Трампом был подписан Акт Тейлора Форса, согласно которому из суммы, передаваемой США в качестве помощи Палестинской автономии, будут вычитаться «пособия» террористам и их семьям, выплачиваемые ПНА.